# Chondrotropis nigra
Chondrotropis nigra är en mångfotingart som beskrevs av Loomis 1936. Chondrotropis nigra ingår i släktet Chondrotropis och familjen Chelodesmidae. Inga underarter finns listade i Catalogue of Life.